# Asociación Deportiva de Fútbol Profesional
La Asociación Deportiva de Fútbol Profesional (ADFP) es una institución deportiva que estaba encargada de organizar los campeonatos de clubes de Primera División en el Perú. Fue fundada el 12 de mayo de 1912 bajo el nombre de Liga Peruana de Foot-Ball (LPFB) por clubes de la ciudad Lima, teniendo como primer presidente a Harry Redshaw. Su accionar se guiaba bajo la rectoría de la Federación Peruana de Fútbol.
El actual presidente de la ADFP es Óscar Romero Aquino, acompañado por la directiva conformada por Diego Enrique Guerrero Alburqueque (vicepresidente), Francisco Adrián Gilabert Subiria (secretario), Leonidas Tupayachi Huere (tesorero) y Johnny Alberto Barbarán Alvarez (director).

## Historia
Como sucedió en la mayoría de países sudamericanos, el fútbol llegó traído desde Inglaterra por tripulantes de navíos británicos a fines del Siglo XIX, dejando las primeras semillas futbolísticas en barrios de Lima y el Callao. Para el siglo XX el fútbol se había popularizado tremendamente en todas las esferas sociales y en virtud de ello se habían formado una serie de clubes, los cuales sin embargo adolecían de un organismo que dirija sus torneos.
El 15 de febrero de 1912, y bajo el auspicio de los dirigentes Eduardo Fry, Harry Redshaw y R.C. Brown, un grupo de clubes decidió formar una organización que se encargará de la reglamentación del juego y de los torneos, así como de regir la actividad futbolística de todos los asociados, acordándose que la nueva entidad debería llamarse «Liga Peruana de Foot Ball». Se nombró una junta directiva provisional conformada por los señores Harry G. Redshaw, Eduardo Fry, R.C. Brown y Víctor Trenemann, quienes decidieron conformar dos divisiones y preparar un anteproyecto de reglamento. El 27 de febrero de 1912 se decide que la Primera División quede integrada por ocho equipos cuya clasificación se basó en los antecedentes de todos ellos en los años anteriores, siendo estos el Lima Cricket and Foot Ball, Association Foot Ball Club, Miraflores Sporting Club, Jorge Chávez N° 1, Escuela Militar, Sport Alianza (que después se transformaría en Alianza Lima), Sport Inca, y Sport Vitarte. La Segunda División estuvo integrada por Sport Lima, Carlos Tenaud N° 1, Carlos Tenaud N° 2, Atlético Grau N° 1, Unión Miraflores, Jorge Chávez N° 2, Atlético Peruano, Sport Libertad Barranco y Sport Magdalena. Como un dato destacable, se advierte que entre los integrantes de la naciente liga figuraban clubes de Lima y en menor medida del Callao. 
En la sesión de junta general celebrada el 4 de mayo de 1912, la liga en formación eligió a su primer directorio formal, el cual quedó conformado por los señores H.P. Johnson (Presidente), Federico Flores Escalante (Primer Vicepresidente), Augusto Brondi (Segundo Vicepresiente) y Eduardo A. Fray (Secretario). Finalmente, el 12 de mayo de 1912 se funda formalmente la «Liga Peruana de Foot Ball (LPFB)», organizando ese mismo año el primer torneo oficial en el fútbol peruano, llamado como Campeonato de la Liga Peruana de Football, obteniendo el campeonato el Lima Cricket and Foot Ball. Esta primera edición fue un éxito a pesar de algunos contratiempos menores. La Escuela Militar de Chorrillos se retiró del torneo en la mitad de la temporada después de sólo haber obtenido un punto. En la segunda edición del torneo Sport Jorge Chávez se alzó con el título y al año siguiente, Lima Cricket consiguió su segundo campeonato. Sport José Gálvez que se había rehusado a participar en 1912, ganó dos torneos consecutivos en 1915 y 1916. En 1917 el campeón fue el Sport Juan Bielovucic. Sport Alianza logró su primer bicampeonato al obtener los títulos de 1918 y 1919. Entretanto Sport Inca y Sport Progreso ganaron los campeonatos de 1920 y 1921 respectivamente. La liga se disputó ininterrumpidamente durante diez temporadas hasta que se disolvió temporalmente. Discrepancias respecto a la organización causaron que entre 1922 y 1925 no se lleve a cabo el torneo.

## Sucesión institucional
A partir de 1922 la recientemente creada Federación Peruana de Fútbol calmó los problemas y tomó la posta a la Liga Peruana de Foot Ball (L.P.F.B.) en la conducción de los torneos de clubes, que a partir de 1926 se reiniciaron con la adición de los equipos de la Liga del Callao. El campeón de ese año fue el Sport Progreso.
En 1928, la Federación Peruana de Fútbol aumenta el número de equipos a diecinueve y los separó en dos grupos, de los cuales avanzaron cinco equipos al grupo final del cual salía el campeón de la liga. En la segunda etapa del campeonato de ese año Alianza Lima enfrentó a la Federación Universitaria (que poco después cambió su nombre a Universitario de Deportes), que había sido invitada a participar en la liga por la FPF. El encuentro finalizó con victoria por 1:0 para los universitarios y comenzó así la mayor rivalidad en la historia del fútbol peruano. Al final de la segunda etapa ambos clubes empataron en el primer lugar, motivo por el cual se jugaron dos partidos extras para declarar el campeón de 1928. El primer partido terminó con empate 1:1 y el segundo con victoria por 2:0 de Alianza Lima. Tras un segundo puesto en su debut en primera división, la Federación Universitaria consiguió su primer título en 1929.
Un dato relevante de esta etapa conducida por la Federación Peruana de Fútbol fue el primer tricampeonato de Lima Metropolitana de la era amateur del fútbol peruano, obtenido por Alianza Lima al conquistar los títulos de 1931, 1932 y 1933. Al año siguiente, Universitario de Deportes, obtuvo su segundo título. En 1935 el campeonato lo obtuvo el Sport Boys del Callao que derrotó a los otros cuatro equipos que estaban compitiendo. 
Los campeonatos organizados por la Federación Peruana de Fútbol tuvieron vigencia hasta 1940, año en que se creó la Asociación No Amateur (A. N. A.). que a partir de ese momento se encargó de organizar el campeonato peruano, el cual cambió su nombre a «Campeonato de Selección y Competencia». Los torneos organizados por esta entidad se llevaron a cabo hasta 1950, pues desde el año siguiente, la Federación Peruana de Fútbol adecuó el campeonato de acuerdo a los lineamientos mundiales, aunque sólo con la participación de clubes de la ciudad de Lima y la Provincia del Callao, los torneos dejaron atrás la etapa amateur iniciándose el fútbol profesional organizado por la Asociación Central de Fútbol (A. C. F.) El primer campeón del torneo profesional fue el Sport Boys que logró su cuarto título en la historia.
Finalmente, en 1962 la Asociación Central de Fútbol dio paso a la Asociación Deportiva de Fútbol Profesional (A.D.F.P.) en la organización de los torneos de fútbol en el Perú, la cual desde 1966 introdujo los «Campeonatos Nacionales» que incorporaron a clubes de todo el país, rompiéndose así el centralismo que había predominado desde la fundación en 1912. Momentos destacados de esta etapa de la era profesional son el primer tricampeonato nacional de un club de fútbol profesional peruano obtenido en los años 1994, 1995, 1996 por Sporting Cristal y en los años 1998, 1999 y 2000 por Universitario de Deportes
En 2018, la ADFP organiza su último «Torneo Descentralizado Peruano» llamado Copa Movistar, el cual tuvo como campeón a Sporting Cristal. Desde el 2019, los campeonatos nacionales son organizados por la Federación Peruana de Fútbol (F.P.F) a través de la Liga de Fútbol Profesional y el campeonato fue rebautizado como «Liga 1». Sin embargo, en 2024, la ADFP solicitó a la FPF que le devolviera la organización debido a los «lamentables y vergonzosos acontecimientos ocurridos en torno a la presidencia», que estuvo a cargo de Agustín Lozano.

## Presidentes
Lista cronológica de los presidentes de la ADFP:
| Periodo                                           | Nombre                         |
| ------------------------------------------------- | ------------------------------ |
| Liga Peruana de Football (LPFB)                   |                                |
| 1912                                              | Harry Redshaw                  |
| 1920                                              | Juan Vicente Nicolini          |
| 1921                                              | P. Johnson                     |
| Asociación No Amateur (ANA)                       |                                |
| 1940                                              | Desconocido                    |
| 1950                                              | Desconocido                    |
| Asociación Central de Fútbol (ACF)                |                                |
| 1954                                              | Ricardo Valdivia               |
| 1955                                              | Plácido Galindo                |
| Asociación Peruana de Fútbol (APF)                |                                |
| 1962-1964                                         | Plácido Galindo                |
| 1964-1965                                         | Alfonso Reverditto             |
| 1965-1966                                         | Miguel Monteverde              |
| 1967                                              | Germán Podestá                 |
| 1968-1970                                         | Augusto Moral                  |
| Asociación Nacional de Fútbol Profesional (ANFP)  |                                |
| 1970-1975                                         | Augusto Moral                  |
| 1976                                              | José Marcelo Aleman            |
| Asociación Deportiva de Fútbol Profesional (ADFP) |                                |
| 1977-1979                                         | Rafael Eguren                  |
| 1980                                              | Fausto Alvarado                |
| 1981                                              | Mario Sifuentes                |
| 1982-1989                                         | Augusto Moral                  |
| 1990-1991                                         | Carlos Santander               |
| 1992-1996                                         | José Marcelo Aleman            |
| 1997-2001                                         | Humberto Ugarte                |
| 2002-2007                                         | Julio Velásquez Giacarini      |
| 2007-2009                                         | Rafael Rizo Patrón             |
| 2011-2014                                         | Luis de Souza Ferreira Salinas |
| 2014-2016                                         | Julio Pastor                   |
| 2016-2018                                         | Arturo Vásquez                 |
| 2019-2021                                         | Hugo Duthurburu                |
| 2021-Actualidad                                   | Óscar Romero                   |

## Órganos
Los órganos más importantes de la ADFP son la Junta Directiva (órgano de gobierno institucional) y la Comisión de Justicia (órgano resolutor en materia deportiva).
- La Junta Directiva: está integrada por un Presidente, un Vicepresidente, un Secretario, un Tesorero y dos Fiscales, quienes tienen entre sus atribuciones la de administrar la institución, representarla en asuntos administrativos o judiciales, entre otros.

- La Comisión de Justicia: está compuesta por un Presidente y cinco miembros. Es un órgano auxiliar de la ADFP conformado de acuerdo a su Estatuto, con competencia en materia deportiva (reglamentación y disciplina) respecto a todos los torneos organizados por la asociación. Como órgano resolutor constituye una primera instancia, ya que sus decisiones pueden ser revisadas en segunda y última instancia ante la Federación Peruana de Fútbol.